# حمله کابل فروردین ۱۳۹۵
در ساعات نخستین روز سه شنبه ۳۱ حمل/فروردین ۱۳۹۵ شبه نظامیان طالبان به ساختمان ریاست محافظت رجال برجسته مربوط ریاست عمومی امنیت ملی افغانستان حمله کردند.
این حمله در محله پل محمود خان در مرکز کابل انجام شد و ۶۴ کشته و ۳۴۷ زخمی بر جای گذاشت.

## واکنش ها

### اشرف غنی
رئیس جمهور افغانستان با تأکید گفت که این عمل دشمنان مردم افغانستان نشان واضح از ضعف و شکست آنان در جنگ رو در رو با نیروهای امنیتی و دفاعی کشور می‌باشد.
اشرف غنی تصریح کرد که این‌چنین حمله‌های بزدلانه دشمن، هرگز سبب تضعیف ارادهٔ مردم و نیروهای امنیتی و دفاعی ما در مقابله با تروریزم نخواهد شد.

## مسئولیت حمله
مسئولیت این حمله را ذبیح الله مجاهد سخنگوی طالبان مسلح بر عهده گرفته است و گفته که شماری از افرادی این گروه داخل بخشی از تأسیسات نیروهای امنیتی شده‌اند.